# 八穀增卅二
天貓座11，又名BD+56 1136，HD 46590、SAO 25842、HR 2402，是天貓座的一颗恒星，视星等为5.85，位于銀經158.61，銀緯20.64，其B1900.0坐标为赤經6h 29m 8.3s，赤緯+56° 20.64′ 17″。